# Schwedt
Schwedt (ou Schwedt/Oder) é uma cidade da Alemanha, localizado no distrito de Uckermark, Brandemburgo.

## Histórico populacional
| Ano                   | População |
| --------------------- | --------- |
| 1830                  | 5,297     |
| 1 de Dezembro de 1875 | 9,592     |
| 1 de Dezembro de 1880 | 9,899     |
| 1 de Dezembro de 1890 | 9,801     |
| 1 de Dezembro de 1910 | 9,482     |
| 16 de Junho de 1933   | 9,176     |
| 17 de Maio de 1939    | 10,636    |
| 29 de Outubro de 1946 | 5,961     |

| Ano                    | População |
| ---------------------- | --------- |
| 31 de Agosto de 1950   | 6,506     |
| 31 de Dezembro de 1964 | 19,108    |
| 1 de Janeiro de 1971   | 34,292    |
| 31 de Dezembro de 1981 | 52,291    |
| 31 de Dezembro de 1990 | 49,443    |
| 31 de Dezembro de 1995 | 45,931    |
| 31 de Dezembro de 2000 | 40,634    |
| 31 de Dezembro de 2004 | 37,940    |